# Topokemi
Topokemi (av grekiska topos, ställe) är ett av Volkmar Kohlschütter 1918 infört begrepp för kemiska reaktionstyper, vilkas egenart i fråga om produkt och förlopp bestäms av reaktionsstället (bildningsmiljön). Därvid är det ej endast fråga om ett ämnes bildningsformer (till exempel grafit, kol och sot), utan även om egentliga kemiska reaktioner.
Det väsentliga för en topokemisk reaktion är enligt Kohlschütter, att en specifik komplex av bildningsbetingelser bestämmer den form, i vilken en produkt uppstår. En topokemisk reaktion föreligger sålunda, om ett fast ämne bildas genom en reaktion, som är lokaliserad till det ställe, där den fasta produkten sedan förefinnes.